# 新沃洛德米里夫卡 (哈爾科夫州)
49°10′49″N 36°3′5″E / 49.18028°N 36.05139°E
新沃洛德米里夫卡（烏克蘭語：Нововолодимирівка），是烏克蘭東部哈爾科夫州别列斯京区薩赫諾夫希納市鎮的村落。始建於1929年，面積0.14平方公里，海拔高度112米，2001年人口78，人口密度每平方公里557.1人。